# Marpissa lakshmikantapurensis
Marpissa lakshmikantapurensis är en spindelart som beskrevs av Majumder 2004. Marpissa lakshmikantapurensis ingår i släktet Marpissa och familjen hoppspindlar. Inga underarter finns listade i Catalogue of Life.